# Georges de La Nézière
Georges Daviel de La Nézière (1878-1914) est un athlète, coureur automobile et inventeur français, mort pour la France au début de la Première Guerre mondiale.

## Biographie
Né le 31 juillet 1878 à Paris, Georges Daviel de La Nézière est le troisième fils de Philippe Ernest Daviel de La Nézière, haut fonctionnaire, et de Marie Nelly Massé, parents entre autres des peintres Raymond de La Nézière (1865-1953), et Joseph de La Nézière (1873-1944).
Doué pour les sports, alors en pension à Arcueil, il entre en correspondance avec Pierre de Coubertin à l'âge de quinze ans, se passionnant pour le cyclisme (1893). Deux ans plus tard, il remporte la médaille d'or du 1 000 mètres au championnat inter-écoles de cross-country sur la région de Paris. En 1896, invité par Coubertin, il est l'un des vingt élèves délégués aux premiers Jeux Olympiques à Athènes. Âgé de dix-sept ans, il participe aux épreuves du 400 et du 800 mètres, et arrive troisième dans cette dernière épreuve de qualification, Albin Lermusiaux étant premier.
En 1898, il se passionne pour l'automobile. L'année suivante, il entreprend de construire une « maison automobile », dans un garage situé 56 rue Pergolèse, lieu appartenant à son cousin, l'avocat Emmanuel de Las Cases. Le jeune Georges dirige ce garage pendant onze ans. Il dépose deux brevets de mécanicien. 
En 1899, qui imagine une automobile équipée d'une mitrailleuse Maxim, témoigne d'une vision précoce et audacieuse du rôle de la technologie dans la guerre moderne. À une époque où l'automobile en était encore à ses balbutiements, associer ce nouveau moyen de locomotion à une arme automatique révélait une compréhension avant-gardiste des potentialités tactiques de la mobilité mécanisée. Ce concept préfigure l’avènement des véhicules blindés et des chars, qui deviendront essentiels durant les conflits du XXe siècle. L'année suivante, il est admis à l'école de commerce de Rouen. En juin 1901, il participe à la course automobile Paris-Berlin. En 1903, il épouse Jeanne de Vauquelin (1884-1968), leur fils Guillaume naît en 1908.
Vers 1910, il travaille pour le compte d'une compagnie de téléphones privée.
Il continue de soutenir les activités sportives, entre autres le cross-country et se passionne pour l'aéroplane. 
En août 1914, il est mobilisé à Argentan et incorporé au 26e régiment d'infanterie territoriale. Cette affectation s'inscrit dans le contexte de la Première Guerre mondiale, lorsque de nombreux hommes, y compris des anciens sportifs comme lui, furent appelés à servir. Le 9 octobre il est porté disparu, déclaré mort pour la France, à Monchy-au-Bois, près d'Arras.